# La Pena Roja
La Pena Roja és una muntanya de 456 metres que es troba entre els municipis de Cabassers i de la Figuera, a la comarca catalana del Priorat.